# Allocuzione
L'allocuzione è il riferimento linguistico del parlante al suo interlocutore; tutte le forme (parole o sintagmi nominali) impiegate dal parlante per denotare l'interlocutore sono chiamate allocutivi; il parlante viene definito come allocutore, mentre l'interlocutore è l'allocutario.
Non rientrano nella definizione di allocutivo le forme generiche usate per attirare l'attenzione o per stabilire un canale di comunicazione (funzione fatica), ma solo i termini che denotano l'allocutario; per esempio: pronomi personali, titoli, termini di parentela, termini di stima o affetto, insulti.
Nei fenomeni di allocuzione rientra l'espressione della "cortesia": gli allocutivi, infatti, si dividono in allocutivi naturali (adatti ai rapporti paritari) e allocutivi di cortesia (detti "formule di cortesia" o "pronomi di cortesia"). Questi ultimi sono scelti nei rapporti gerarchici e, in generale, nelle interazioni con persone verso le quali il parlante intende mostrare il proprio rispetto.
Parte dell'atto di allocuzione è l'uso di appellativi come signora, avvocato, dottoressa, professore; sono di particolare importanza in lingue che non conoscono la distinzione tra il tu ed il lei. Nell'esempio in inglese che segue, l'uso del lei è sostituito da quello dell'appellativo sir: 
Did you have a nice trip, sir?
'Ha fatto buon viaggio, signore?'
Nella lingua italiana hanno grande rilievo il tu ed il lei, con il loro rapporto di opposizione (rispettivamente confidenziale e formale):
E Lei, come sta?
Suo marito? Tutto bene?

## Le ragioni delle forme di cortesia
L'espressione cortese del rispetto è legata a due fattori:
1. Il ruolo sociale del parlante: un bambino occupa ad esempio un altro posto rispetto ad un adulto, per cui può accadere che l'uso del tu non sia reciproco.
2. La distanza tra parlante ed interlocutore: quest'ultima può essere di natura psicologica o sociale. Ad esempio, il tu tra due colleghi di lavoro che non si conoscono bene può essere scelto per ragioni sociali (appartenenza ad uno stesso gruppo). Tra nonna e nipote può esserci una certa distanza sociale (anziano-giovane), ma l'uso del tu sarà giustificato dalla vicinanza psicologica tra due parlanti.

## Lei, voi, loro
La conversazione è regolata da norme di cortesia che si manifestano nella lingua secondo determinate strategie che hanno per scopo quello di rendere visibili la distanza o il rispetto che caratterizzano l'enunciato. Una strategia di cortesia molto usata è quella di impersonalizzare l'interlocutore usando la terza persona (lei) al posto della seconda (tu), oppure usando il plurale al posto del singolare. In questo modo l'opposizione, più o meno reverenziale, diventa parte delle regole della lingua. Tipiche soluzioni sono quelle dell'uso del plurale e della terza persona (dunque, forme del tipo "voi", "lei", "loro"):
- In molte lingue del mondo l'espressione della cortesia è basata sull'uso del plurale. Per esempio in francese si ritrova l'opposizione tu~vous, che si ritrovava già nel latino tardo tu~vos.[2] L'uso della seconda persona plurale in italiano ha origine direttamente dal latino "vos". In Italia del Sud è ancora ampiamente in uso il voi (Come state?) al posto di Come sta?.[3]

- Era questo anche il caso dell'inglese, che conosceva la distinzione thou~ye (tu~voi; singolare, plurale);  l'introduzione del "voi" da parte dei normanni in Gran Bretagna ha causato il disuso di "thou"; con l'introduzione del voi (ye in antico inglese) si passò a considerare irrispettoso rivolgersi con thou. Per questa ragione, alcune grammatiche più tradizionaliste sostengono addirittura che in inglese moderno si dia sempre del voi (il che corrisponde alla verità storica, ma non alla percezione dei parlanti). L'uso di thou sopravvive, ad oggi, in contesti rari quali le preghiere oppure la comunicazione in alcune comunità come quella dei quaccheri.[4]

- Altre lingue ricorrono a meccanismi diversi; ad esempio, nell'italiano medievale e rinascimentale si usava soltanto la forma plurale voi come allocutivo cortese. Più tardi si è gradualmente imposto l'uso - come pronome di cortesia - della 3ª persona singolare femminile lei, che in origine costituiva un riferimento a forme nominali come la Vostra Signoria oppure Vostra Eccellenza. In seguito, questo uso si sarebbe esteso sempre più a danno del voi.[5] In alcune varietà di italiano permane ancor oggi il vecchio uso della seconda persona plurale voi accanto al lei. Si tratta soprattutto di varietà di italiano popolare usato al Sud. Durante il periodo fascista (1938), l'uso del lei fu proibito perché ritenuto di origine spagnola e quindi estraneo alla cultura nazionale, anche se una tale teoria oggi risulta infondata;[6] si doveva dunque ritornare alla vecchia forma del voi. La riforma fu essenzialmente un fallimento, anche se lasciò tracce abbastanza profonde nell'editoria e nel doppiaggio cinematografico, anche dopo la guerra[7]. Dato che già a quei tempi il voi denotava uno stile linguistico particolare, diversi parlanti decisero a quel punto di rinunciare tanto al voi che al lei per passare al tu.[8][9] Merita infine di essere ricordata l'allocuzione rivolta a più interlocutori: di norma la forma cortese è il voi (coincide dunque con quella confidenziale), mentre il loro resta riservato a contesti assai formali o all'espressione di particolare reverenzialità, ed è attualmente in forte disuso. In quest'ultimo caso l'italiano differisce dallo spagnolo, che utilizza per le formule di cortesia le terze persone singolare e plurale usted e ustedes (contrazione di Vuestra Merced), riservando l'uso della seconda persona plurale vosotros (-as) all'uso confidenziale.
- In siciliano è ancora attestabile, per quanto in calo, l'uso del vossìa, contrazione di Vossignoria che vuol dire "Vostra Signoria"[10]; oggi è usato in modo prevalente dalla popolazione anziana, oppure quando si intende rimarcare in modo forte la distanza sociale o il rispetto. Similarmente, nel Sardo meridionale è tuttora in uso la formula fuste(t)i, di medesima origine.
- Nelle parlate regionali italiane gallo-italiche (piemontese, lombardo, ligure, emiliano-romagnolo), ma non nel sardo logudorese che utilizza il bos (voi), l'allocuzione cortese si rende con la terza persona, come in italiano; con la particolarità, però, che il pronome di cortesia cambia genere a seconda del sesso della persona con cui si parla. Per esempio, in piemontese si ha: Madama, chila a peul setesse sì ("Signora, LEI può sedersi qui") contro Monsù, chiel a peul setesse sì ("Signore, letteralmente LUI può sedersi qui"). Fino a pochi decenni fa era diffuso in piemontese l'uso del voi (pronuncia: vùi), riservato a persone anziane o di grande importanza o superiorità morale: tipicamente, il nipote dava del voi ai nonni, o si dava del voi agli ecclesiastici, ecc. Oggi questo costume è caduto in disuso, mentre rimane valida la differenza tra chiel e chila come pronomi di cortesia. Il voi è maggiormente diffuso, almeno nell'uso popolare, nelle regioni alto-meridionali; ma in Abruzzo (incluso il sud delle Marche) e nel Basso Lazio, sempre nell'uso popolare, si preferisce il tu anche rivolgendosi a persone di riguardo.

- Nella lingua tedesca si usa la combinazione tra l'uso del plurale e della terza persona: il risultato sarà Sie ('loro'; il pronome si scrive con la maiuscola per differenziarlo dalla reale terza persona plurale) al posto di du. In pratica, si cumulano due strategie di cortesia imparentate tra di loro, quella di scegliere la terza persona e quella di usare il plurale.[11]

In diverse lingue, per finire, l'opposizione tra allocuzione familiare e cortese - e dunque l'espressione della cortesia - è realizzata con strumenti diversi dalla scelta della persona per pronome o verbo. Come accennato, è questo il caso del latino classico fino al terzo secolo d.C. Che si faccia uso oppure no di un particolare pronome per l'espressione della cortesia, generalmente si ricorre comunque anche ad ulteriori strategie come l'impiego di titoli (signora, dottore, padre etc).